# لويس بوليو
لويس بوليو (بالفرنسية: Louis Beaulieu)‏ هو مبشر فرنسي، ولد في 8 أكتوبر 1840 في لانغون في فرنسا، وتوفي في 7 مارس 1866 بسبب قطع الرأس.